# Luis Valencia Sanchez
Luis Valencia (Huacho, Huara, Lima, Perú; 11 de mayo de 1953) es un exfutbolista peruano. Desempeñó como mediocampista en clubes solo de Perú.

## Trayectoria
Se inició en las inferiores del Club Sport Juventud La Palma, pero debutó en el Club Deportivo Walter Ormeño en 1974.Continuo en el Club Juan Aurich,de Chiclayo. Luego en el Club Atlético Chalaco con el entrenador Víctor "kilo" Lobatón y jugadores como Jorge Elcorrobarutia, Gonzalo Cayo, Augusto Prado, Alejandro Villamón, Víctor Mujica, Oscar Herrera, Juan Gardella, Carlos Rivera Maldonado entre otros.Luego pasó al León de HuánucoPara después ir al Club Sport Juventud La Palma en su etapa de estar en la Primera División del Perú.
Tras su retiro se dedicó en su ciudad natal Huacho, a hacer campeonatos de menores creciendo con el futbol.

## Clubes
| Club                         | País | Año       |
| ---------------------------- | ---- | --------- |
| Club Deportivo Walter Ormeño | Perú | 1974      |
| Club Juan Aurich             | Perú | 1975      |
| Club Atlético Chalaco        | Perú | 1976      |
| León de Huánuco              | Perú | 1977-1979 |
| Club Sport Juventud La Palma | Perú | 1980      |